# Medelhavskål
Medelhavskål (Brassica tournefortii) är en korsblommig växtart som beskrevs av Antoine Gouan. Enligt Catalogue of Life ingår Medelhavskål i släktet kålsläktet och familjen korsblommiga växter, men enligt Dyntaxa är tillhörigheten istället släktet kålsläktet och familjen korsblommiga växter. Arten förekommer tillfälligt i Sverige, men reproducerar sig inte. Inga underarter finns listade i Catalogue of Life.

## Bildgalleri

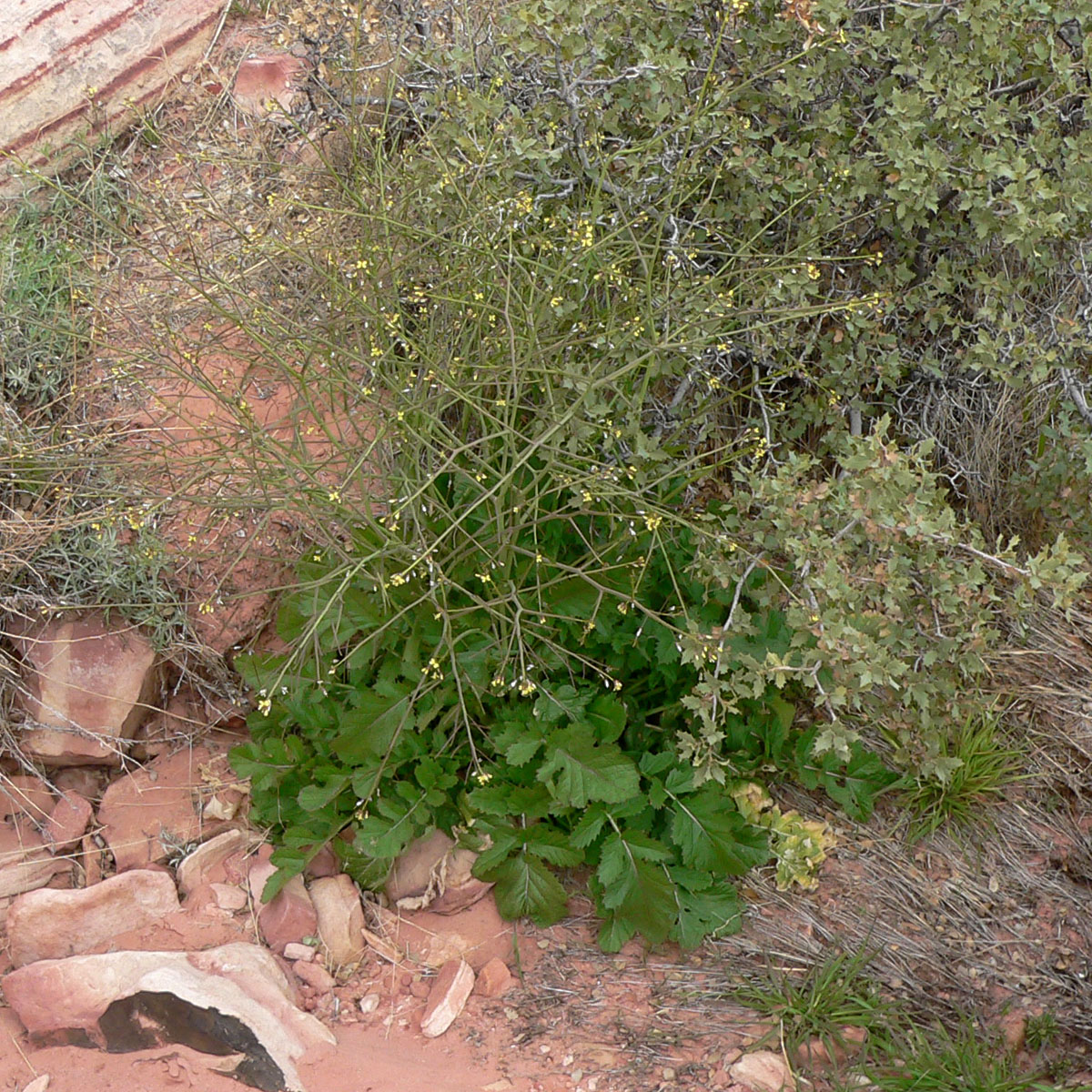
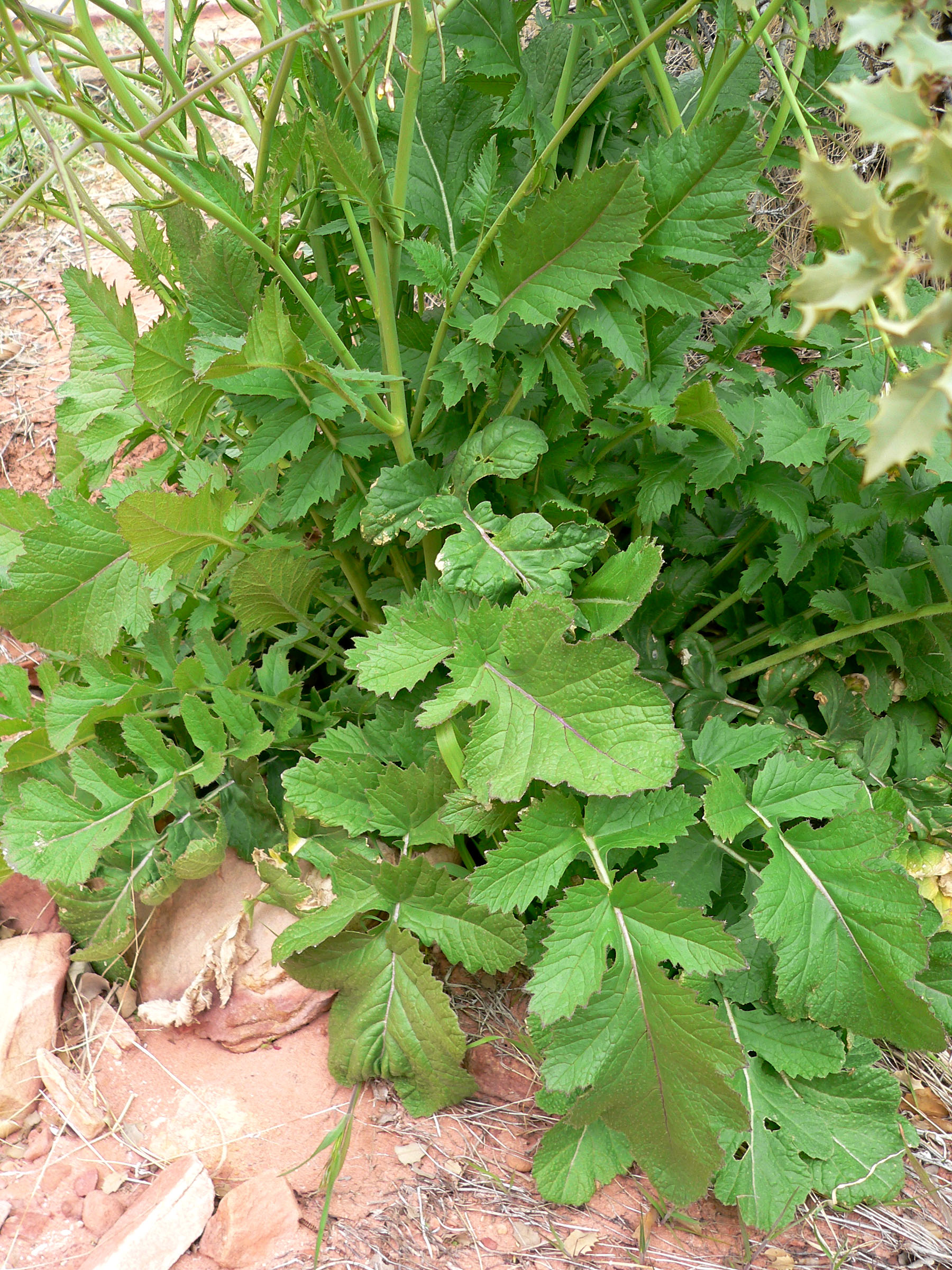
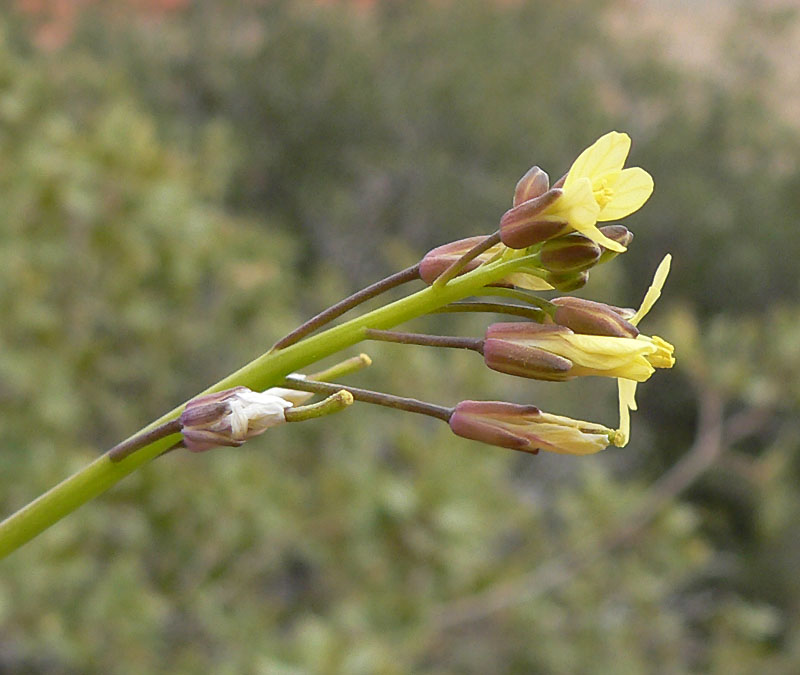
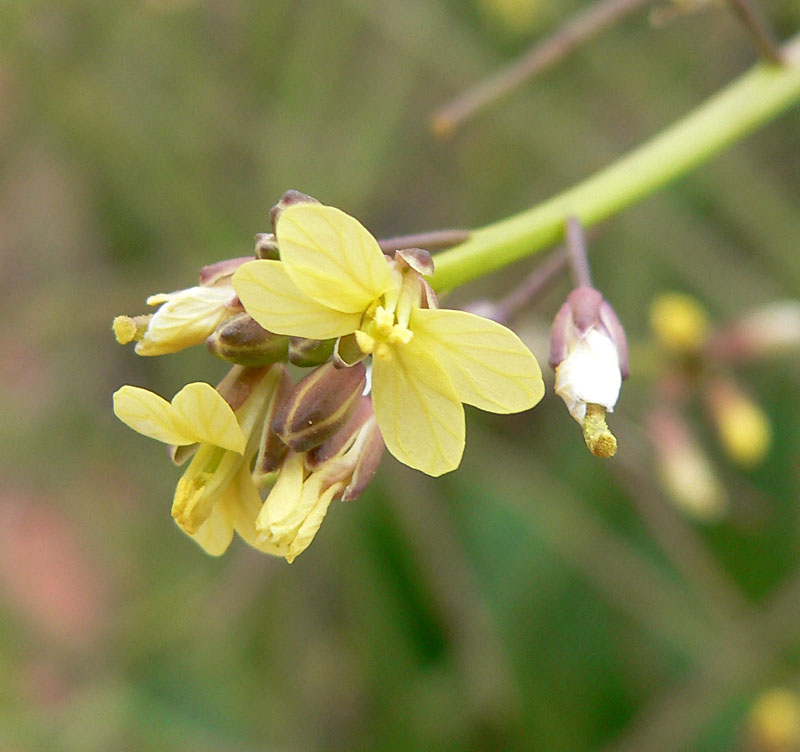
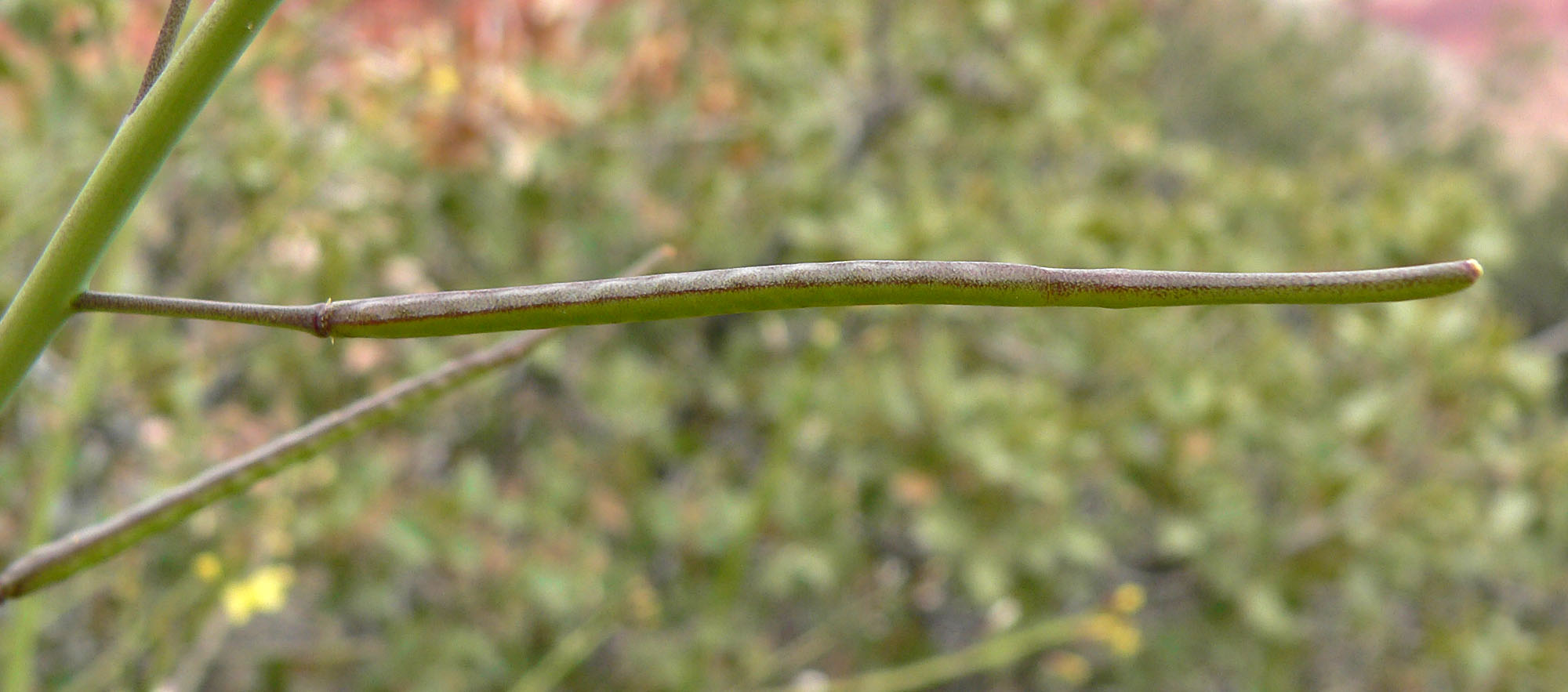
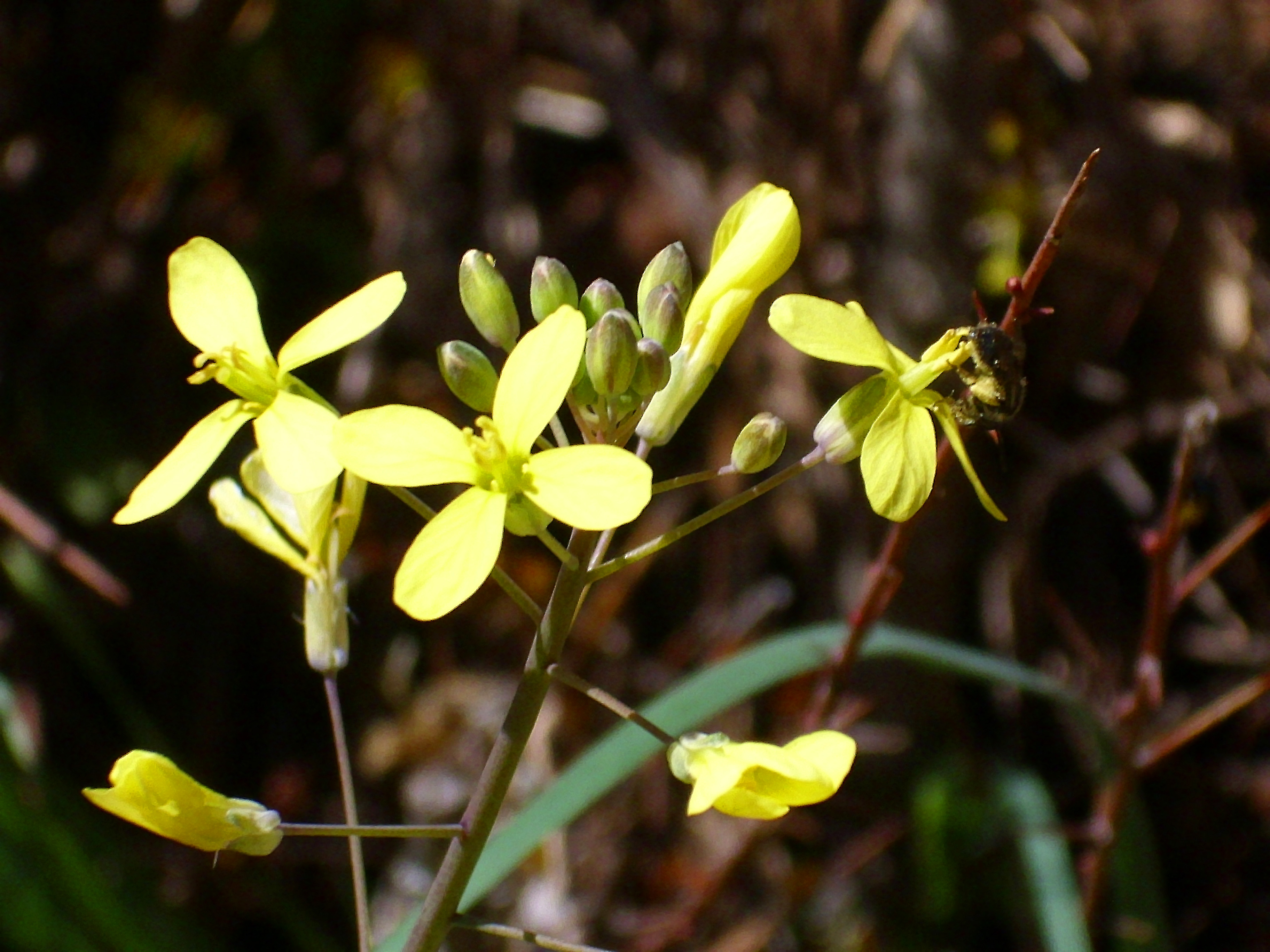